# Serie A 1951/1952
Soutěžní ročník Serie A 1951/1952 byl 50. ročník nejvyšší italské fotbalové ligy a 20. ročník pod názvem Serie A. Konal se od 9. září 1951 do 6. července 1952 a skončila vítězstvím Juventusu, který vyhrál po 2 letech již devátý titul.
Nejlepším střelcem se stal norský fotbalista John Hansen (Juventus), který vstřelil v sezoně 30 branek.

## Události

### Před sezonou
Do 2. ligy sestoupili dva kluby: Řím a Janov. Nováčci z 2. ligy byl SPAL a Legnano. Legnano se vrátila po dlouhých 21 letech a SPAL se zúčastnil poprvé od založení Serie A. FIGC se rozhodlo, že udělá ve všech soutěží reorganizaci. Od příští sezony se bude hrát nejvyšší lize s 18 kluby a tak sestoupí 3 kluby a postoupí 1 klub z druhé ligy. Klub který skončil na 17. místě v odehrál s klubem který skončil na 2. místě v druhé lize o místo v Serii A.
Obhájci titulu z Milána se posílili o Frignaniniho (Reggiana), Grossa (Triestina) a Menegottiho (Modena). Velcí rivalové z Interu si přivedl do svého týmu reprezentanty Ghezziho a Neriho (oba Modena) a do Juventusu přišel jen Corradi (Modena), ale odešel trenér Carver, kvůli neshodám s vedením. Novým trenérem se stala legenda klubu Bertolini a na pomoc si vzal další legendu Rosettu jako technického manažera. Kariéru ukončil Héctor Puricelli (Legnano).
Další změny byli: Giuseppe Moro (Lucchese → Sampdoria), Karl Erik Palmér (Malmö → Legnano), Bruno Mazza (Lucchese → Legnano), Josef Kajml (Augsburg → Triestina), Leandro Remondini (Neapol → Lucchese), Carlo Galli (Palermo → Řím), Lefter Kücükandonyadis (Fenerbahçe → Fiorentina), Emidio Cavigioli (Pro Patria → Turín), Giuseppe Farina (Udinese → Turín), Hasse Jeppson (Djurgårdens → Atalanta), Eugen Vinnyei-Prošovský (Pro Patria → Neapol)

### Během sezony
FIGC se rozhodlo zavést že od 2. prosince 1951 bude u hřiště lavičky pro trenéry i zdravotnický personál. Velkým překvapením bylo, že Como bylo po 3. kole ve vedení a také v první části se velmi dobře dařilo Palermu, které prvních 11 utkání neprohrálo a bylo třetí za Milánem a Juventusem, který po 10. kole vyměnil trenéra Bertoliniho za Sárosiho. Od 14. kola se do vedení dostal Juventus a do konce sezony nikoho na 1. místo nepustil. V půlce sezony měl náskok čtyř bodů před Rossoneri a na konci dokonce sedm. O 11 bodů byl třetí Inter.
Velmi dobré umístění dosáhl nováček soutěže SPAL (9. místo) a také Novara, které se díky 18 brankám od 38 letého Pioli se umístilo na 8. místě. Prvním sestupujícím se stal nováček Legnano a poté jej doprovodil klub Padova a Lucchese, které prohrálo v play out s Triestinou. Triestina odehrálo ještě jedno utkání s Brescií (1:0), které skončilo na 2. místě ve 2. lize.

## Účastníci
| Klub       | Město         | Stadion                           | Trenér | Nejlepší střelec                 |
| ---------- | ------------- | --------------------------------- | --- | -------------------------------- |
| Atalanta   | Bergamo       | Stadio Comunale                   | Denis Charles Neville (1.–6. kolo) Carlo Ceresoli                                                          | Hasse Jeppson (22)               |
| Boloňa     | Boloňa        | Stadio Comunale                   | Edmund Crawford (1.–5. kolo) Raffaele Sansone (6.–9. kolo) Giuseppe Galluzzi (10.–35. kolo) Gyula Lelovics | Cesarino Cervellati (14)         |
| Como       | Como          | Stadio Giuseppe Sinigaglia        | Alfredo Mazzoni (1.–18. kolo) Róbert Winkler (19. kolo) Alfredo Mazzoni (20.–24. kolo) Róbert Winkler      | Giuseppe Baldini (13)            |
| Fiorentina | Florencie     | Stadio Comunale                   | Luigi Ferrero (1.–19. kolo) Renzo Magli                                                                    | Dan Ekner, André Roosenburg (10) |
| Inter      | Milán         | Stadio San Siro                   | Aldo Olivieri + Carlo Davies                                                                               | István Nyers (23)                |
| Juventus   | Turín         | Stadio Comunale di Torino         | Luigi Bertolini + Virginio Rosetta (1.–10. kolo) György Sárosi                                             | John Hansen (30)                 |
| Lazio      | Řím           | Stadio Nazionale                  | Giuseppe Bigogno                                                                                           | Şükrü Gülesin (11)               |
| Legnano    | Legnano       | Stadio di via Carlo Pisacane + 10 | Ugo Innocenti + Héctor Puricelli                                                                           | Bruno Mozzambani (9)             |
| Lucchese   | Lucca         | Stadio Porta Elisa                | Piero Andreoli (1.–10. kolo) Mario Malatesta (11. kolo) Luigi Ferrero                                      | Kai Frandsen (11)                |
| Milán      | Milán         | Stadio San Siro                   | Lajos Czeizler + Antonio Busini                                                                            | Gunnar Nordahl (26)              |
| Neapol     | Neapol        | Stadio della Liberazione          | Eraldo Monzeglio                                                                                           | Mario Astorri (13)               |
| Novara     | Novara        | Stadio Comunale                   | Giovanni Varglien                                                                                          | Silvio Piola (18)                |
| Padova     | Padova        | Stadio Silvio Appiani             | Frank Soo (1.–22. kolo) Gastone Prendato (23.–24. kolo) Piero Pasinati                                     | Enrique Martegani (12)           |
| Palermo    | Turín         | Stadio La Favorita                | Remo Galli (1.–31. kolo) Guido Masetti                                                                     | Helge Bronée (11)                |
| Pro Patria | Busto Arsizio | Stadio Comunale                   | Mario Varglien                                                                                             | Francesco La Rosa (11)           |
| Sampdoria  | Janov         | Stadio Luigi Ferraris             | Gipo Poggi + Alfredo Foni                                                                                  | Adriano Bassetto (12)            |
| SPAL       | Ferrara       | Stadio Comunale                   | Antonio Janni                                                                                              | Aziz Esel Bülent (13)            |
| Turín      | Turín         | Stadio Filadelfia                 | Mario Sperone (1.–27. kolo) Oberdan Ussello + Roberto Copernico                                            | José Florio (10)                 |
| Triestina  | Terst         | Stadio Comunale                   | Béla Guttmann (1.–10. kolo) Mario Perazzolo                                                                | Enore Boscolo (11)               |
| Udinese    | Udine         | Stadio Moretti                    | Guido Testolina (1.–31. kolo) Marcello Vecchiet                                                            | Giuseppe Rinaldi (13)            |

## Tabulka
| Poř. | Tým        | Z  | V  | R  | P  | VG | OG | B  |
| ---- | ---------- | -- | -- | -- | -- | -- | -- | -- |
| 1.   | Juventus   | 38 | 26 | 8  | 4  | 98 | 34 | 60 |
| 2.   | Milán      | 38 | 20 | 13 | 5  | 87 | 41 | 53 |
| 3.   | Inter      | 38 | 21 | 7  | 10 | 86 | 49 | 49 |
| 4.   | Fiorentina | 38 | 17 | 9  | 12 | 52 | 38 | 43 |
| 5.   | Lazio      | 38 | 15 | 13 | 10 | 60 | 49 | 43 |
| 6.   | Neapol     | 38 | 17 | 8  | 13 | 64 | 44 | 42 |
| 7.   | Sampdoria  | 38 | 16 | 9  | 13 | 48 | 40 | 41 |
| 8.   | Novara     | 38 | 16 | 8  | 14 | 62 | 62 | 40 |
| 9.   | SPAL       | 38 | 12 | 13 | 13 | 52 | 50 | 37 |
| 10.  | Pro Patria | 38 | 12 | 13 | 13 | 47 | 62 | 37 |
| 11.  | Palermo    | 38 | 11 | 14 | 13 | 43 | 51 | 36 |
| 12.  | Atalanta   | 38 | 13 | 8  | 17 | 54 | 61 | 34 |
| 13.  | Como       | 38 | 15 | 4  | 19 | 53 | 70 | 34 |
| 14.  | Udinese    | 38 | 11 | 12 | 15 | 43 | 62 | 34 |
| 15.  | Turín      | 38 | 12 | 10 | 16 | 39 | 58 | 34 |
| 16.  | Boloňa     | 38 | 11 | 11 | 16 | 45 | 55 | 33 |
| 17.  | Triestina  | 38 | 11 | 10 | 17 | 47 | 68 | 32 |
| 18.  | Lucchese   | 38 | 11 | 10 | 17 | 39 | 49 | 32 |
| 19.  | Padova     | 38 | 10 | 9  | 19 | 45 | 73 | 29 |
| 20.  | Legnano    | 38 | 4  | 9  | 25 | 37 | 85 | 17 |

Poznámky
- Z = Odehrané zápasy; V = Vítězství; R = Remízy; P = Prohry; VG = Vstřelené góly; OG = Obdržené góly; B = Body
- za výhru 2 body, za remízu 1 bod, za prohru 0 bodů.
- při rovnosti bodů rozhodovalo skóre.
- kluby Triestina a Lucchese odehrály dodatečné zápasy, které skončily 3:3 a 1:0. Poté se Triestina střetla Brescií o jedno volné místo v lize. Utkání skončilo 1:0.

|  | Mistr ligy a účast v Latinském poháru |
|  | Sestup do Serie B                     |

## Statistiky

### Výsledková tabulka
|            | Atalanta | Boloňa | Como | Fiorentina | Inter | Juventus | Lazio | Legnano | Lucchese | Milán | Neapol | Novara | Padova | Palermo | Pro Patria | Sampdoria | SPAL | Turín | Triestina | Udinese |
| ---------- | -------- | ------ | ---- | ---------- | ----- | -------- | ----- | ------- | -------- | ----- | ------ | ------ | ------ | ------- | ---------- | --------- | ---- | ----- | --------- | ------- |
| Atalanta   | –        | 1:2    | 1:0  | 1:0        | 0:2   | 0:1      | 0:2   | 2:0     | 1:2      | 1:0   | 2:4    | 2:0    | 1:1    | 2:2     | 1:1        | 2:1       | 1:0  | 5:0   | 7:1       | 3:0     |
| Boloňa     | 1:0      | –      | 4:2  | 0:3        | 3:4   | 2:3      | 2:4   | 1:0     | 2:1      | 0:0   | 1:4    | 4:1    | 2:1    | 0:0     | 1:1        | 0:0       | 1:1  | 0:0   | 2:1       | 2:0     |
| Como       | 2:1      | 1:0    | –    | 0:2        | 2:1   | 2:0      | 2:2   | 3:0     | 1:1      | 1:2   | 2:4    | 2:2    | 3:2    | 4:0     | 0:1        | 2:1       | 1:3  | 1:0   | 2:0       | 5:0     |
| Fiorentina | 0:1      | 1:0    | 5:0  | –          | 5:0   | 0:2      | 0:0   | 1:0     | 1:0      | 1:0   | 2:1    | 1:1    | 3:1    | 2:1     | 3:0        | 0:1       | 0:0  | 1:0   | 2:1       | 3:3     |
| Inter      | 4:0      | 2:2    | 5:1  | 0:0        | –     | 3:2      | 1:1   | 3:1     | 4:3      | 2:2   | 3:0    | 3:1    | 4:0    | 5:0     | 3:0        | 0:1       | 1:0  | 2:0   | 5:1       | 1:1     |
| Juventus   | 7:1      | 1:1    | 0:0  | 4:0        | 3:2   | –        | 5:3   | 6:1     | 2:0      | 3:1   | 1:1    | 3:1    | 3:0    | 4:0     | 5:1        | 2:1       | 1:1  | 6:0   | 2:1       | 5:1     |
| Lazio      | 1:2      | 1:0    | 1:2  | 1:0        | 1:2   | 2:0      | –     | 2:0     | 3:0      | 1:1   | 1:0    | 1:0    | 5:0    | 1:1     | 2:1        | 0:0       | 4:1  | 3:0   | 4:1       | 3:1     |
| Legnano    | 2:2      | 0:2    | 1:2  | 1:0        | 0:4   | 0:3      | 1:1   | –       | 0:2      | 2:1   | 2:4    | 2:3    | 2:2    | 1:1     | 1:2        | 1:2       | 3:3  | 2:2   | 1:3       | 0:0     |
| Lucchese   | 2:0      | 0:0    | 1:2  | 0:0        | 1:0   | 0:0      | 4:0   | 4:2     | –        | 0:5   | 0:0    | 1:1    | 0:1    | 1:0     | 2:0        | 1:1       | 2:0  | 3:0   | 1:2       | 1:1     |
| Milán      | 4:4      | 4:0    | 2:0  | 3:1        | 2:1   | 1:1      | 1:1   | 4:1     | 4:0      | –     | 3:2    | 6:2    | 3:0    | 4:0     | 5:1        | 2:1       | 1:1  | 4:1   | 2:0       | 0:0     |
| Neapol     | 3:1      | 1:1    | 7:1  | 2:1        | 1:0   | 1:2      | 2:1   | 2:3     | 2:0      | 0:2   | –      | 0:1    | 2:0    | 1:2     | 4:1        | 1:0       | 2:1  | 4:0   | 0:0       | 1:2     |
| Novara     | 2:0      | 1:0    | 3:2  | 4:3        | 2:4   | 1:4      | 2:2   | 4:1     | 1:0      | 1:2   | 1:0    | –      | 2:1    | 1:1     | 3:0        | 2:1       | 2:2  | 2:1   | 5:0       | 4:1     |
| Padova     | 1:1      | 2:1    | 0:2  | 1:1        | 1:5   | 1:2      | 2:1   | 2:1     | 0:1      | 5:2   | 0:1    | 0:0    | –      | 3:2     | 1:0        | 2:1       | 2:4  | 3:0   | 0:0       | 2:1     |
| Palermo    | 0:1      | 1:1    | 4:1  | 2:0        | 1:1   | 0:0      | 0:0   | 2:0     | 3:1      | 1:1   | 1:1    | 3:1    | 4:1    | –       | 1:2        | 0:0       | 3:0  | 0:2   | 1:0       | 2:1     |
| Pro Patria | 1:1      | 2:0    | 1:0  | 1:1        | 5:1   | 1:3      | 4:2   | 1:1     | 2:1      | 2:2   | 1:1    | 1:0    | 2:2    | 0:0     | –          | 3:2       | 2:2  | 1:1   | 2:2       | 1:0     |
| Sampdoria  | 3:2      | 2:1    | 3:1  | 1:1        | 1:3   | 2:1      | 4:0   | 3:0     | 1:1      | 1:1   | 2:1    | 3:1    | 1:1    | 1:1     | 1:0        | –         | 0:1  | 1:0   | 3:1       | 1:0     |
| SPAL       | 2:1      | 2:1    | 1:0  | 1:2        | 1:1   | 0:1      | 4:0   | 3:1     | 1:0      | 1:2   | 2:1    | 2:1    | 1:1    | 3:0     | 2:2        | 0:1       | –    | 1:1   | 1:1       | 2:3     |
| Turín      | 1:1      | 3:2    | 4:0  | 2:0        | 1:0   | 0:0      | 1:1   | 0:1     | 1:1      | 0:6   | 0:2    | 0:1    | 4:1    | 2:0     | 2:0        | 2:0       | 1:0  | –     | 5:2       | 0:0     |
| Triestina  | 3:1      | 4:1    | 2:0  | 2:3        | 1:3   | 0:3      | 1:1   | 1:1     | 3:1      | 1:1   | 0:0    | 2:2    | 2:1    | 2:0     | 3:0        | 1:0       | 2:1  | 0:1   | –         | 0:0     |
| Udinese    | 3:1      | 0:2    | 3:1  | 0:3        | 2:1   | 2:7      | 1:1   | 2:1     | 2:0      | 1:1   | 1:1    | 1:0    | 3:1    | 0:3     | 0:1        | 2:0       | 1:1  | 1:1   | 3:0       | –       |

### Střelecká listina
| Pořadí | Jméno               | Klub     | Branky |
| ------ | ------------------- | -------- | ------ |
| 1.     | John Hansen         | Juventus | 30     |
| 2.     | Gunnar Nordahl      | Milán    | 26     |
| 3.     | István Nyers        | Inter    | 22     |
| 3.     | Renzo Burini        | Milán    | 22     |
| 5.     | Giampiero Boniperti | Juventus | 19     |
| 6.     | Silvio Piola        | Novara   | 18     |
| 7.     | Ermes Muccinelli    | Juventus | 17     |
| 8.     | Şükrü Gülesin       | Lazio    | 16     |
| 9.     | Benito Lorenzi      | Inter    | 15     |
| 10.    | Cesarino Cervellati | Boloňa   | 14     |

## Vítěz
| Serie A Vítěz pro rok 1951/52 |
| ----------------------------- |
| Juventus FC                   |
|                               |